# Jacques Rochefort
Pour les articles homonymes, voir Rochefort.
Jacques Rochefort est un homme politique québécois né à Montréal le 29 septembre 1953. 

## Biographie
Il est député péquiste de Gouin de 1981 à 1989. Toutefois, il siége comme indépendant de 1987 à 1989. Il arrête la politique en 1989 pour se lancer dans une carrière dans le monde de l'édition.
Il rejoint ainsi en 1990 la filiale spécialisée dans l’édition de manuels scolaires d’Hachette et Québécor, où il reste à différents postes jusqu’en 2003, date à laquelle il rejoint TC Média.